# 双方向番組
双方向番組（そうほうこうばんぐみ）は視聴者が参加できるテレビ番組のジャンル。インタラクティブサービスの一種（インタラクティブ番組）。

## 概要
主に番組側が質問を用意し、それに対して視聴者が答え、その結果を番組で取り上げることで、「（放送局から視聴者への一方通行ではなく）2者の間で双方向なやりとり」が行われる番組のことを言う。デジタル放送では機能の1つとして双方向機能があり、その機能を用いた番組も双方向番組と呼ばれる。基本的に生放送の番組が多いが、生放送でなくても双方向番組が成り立つこともある。
主な手段と番組には次のようなものがある。
- 電話
  - 番組側が用意した電話番号に電話をかける方法。電話やミニテルを利用する方法はコールテレビという[1]。アメリカのアメリカン・アイドル（候補者に投票することで、視聴者がアイドルの選考に直接的に参加できる）など。
- インターネット
  - インターネットを経由し、パソコンや携帯電話から番組に参加する。
- デジタル放送
  - デジタル放送のデータ放送の双方向機能を用いて番組に参加する。

## 日本における双方向番組

### 電話
日本ではNTTのテレゴングやテレドームのようなものを使い投票数を競う形式が採用された（なお、テレゴングは2012年5月31日をもってサービスを終了している）。また古典的であるが、視聴者のうち1人と電話をつなぎテーマについて意見を求めたりクイズに答えてもらうこともあった。
主な番組
- 世界・ふしぎ発見!（TBSテレビ） - クイズの正解者を予想し投票し、的中者の中から抽選でプレゼントが当たる

### インターネット
質問に対して投票するなど統計をとることに利用されることもあれば、長い文章を送ることもできることから大喜利の回答を受け付ける番組もある。Twitterの機能を利用してメッセージを募集する番組もある。番組が指定したハッシュタグを付けて番組中にTwitterに投稿することにより、その番組に対してメッセージを送る仕組み。スポーツ中継では選手への応援メッセージ、報道番組ではその日の番組に対する意見などが募集される。番組によっては送られてきたメッセージが放送中の画面にテロップでリアルタイムに表示される。
主な番組
- めざましテレビ（フジテレビ） - 「めざましどっち?」のコーナーで2択の質問に投票する。結果は番組中で発表される。
- 着信御礼!ケータイ大喜利（NHK総合） - 番組側から出される大喜利のお題に対し回答を送る。作品の評価によってランク付けされる。
- Shibuya Deep A（NHK総合） - 番組側からのお題に対し回答を送る。
- 双方向クイズ 天下統一（NHK総合） - 番組内で出題されるクイズに対し解答を送る。

### デジタル放送の双方向機能

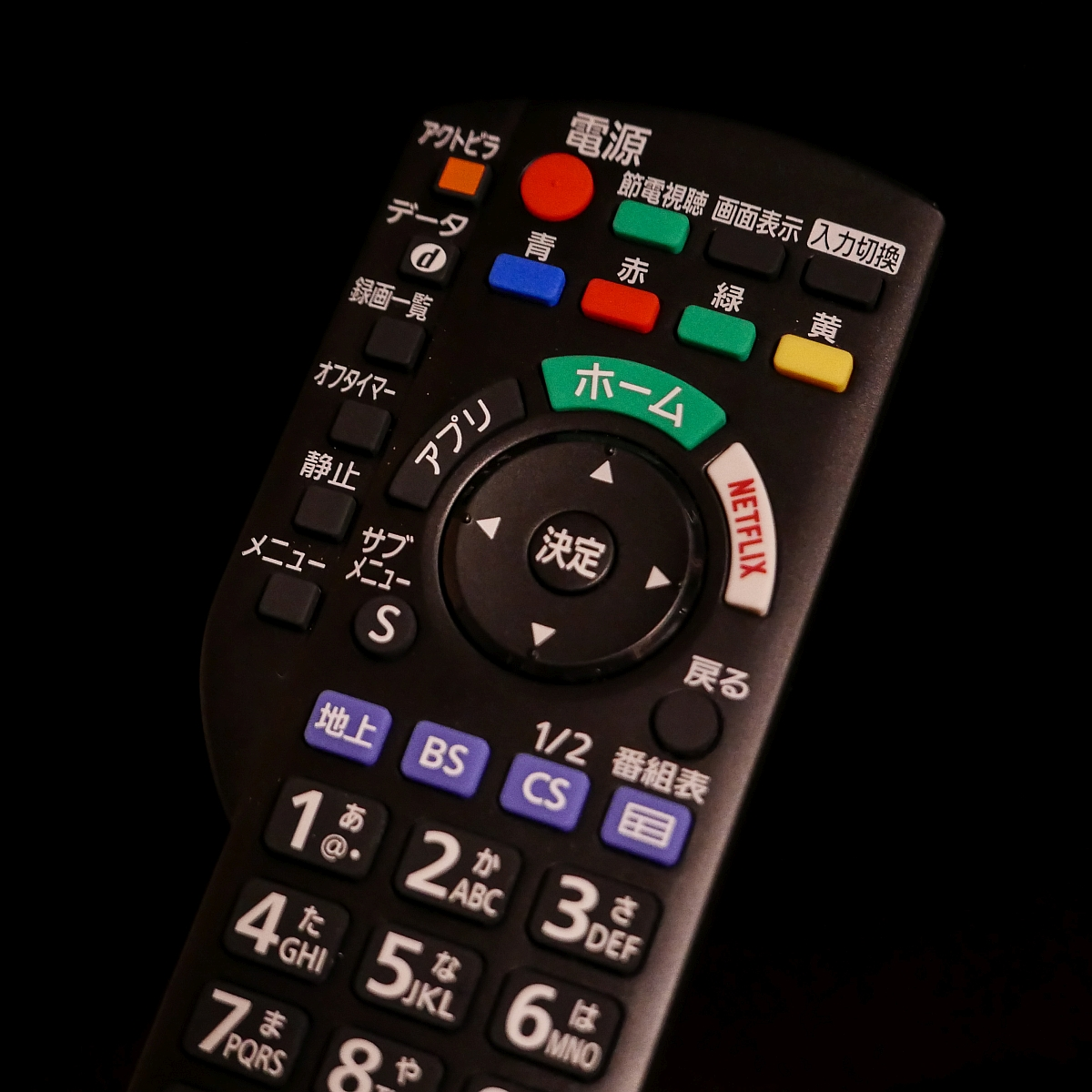
リモコン

視聴者はdボタンからテレビのリモコン（青赤緑黄）を押して択一式クイズに回答したりお題に対して投票することができ、デジタルテレビ（またはチューナー）に接続された電話回線もしくは、LAN回線に通じたインターネット回線を通じて番組側に届けられる。番組側はデータを集計し番組で発表するなどして利用することができる。
※なお、クイズに回答するだけであればデータ放送の機能を利用しているだけであり、成績を送信する必要がなければ双方向機能は利用しない。

#### 主な番組
主な番組
放送中のもの
(2022年現在)
- NHK紅白歌合戦【特番】（NHK総合・BS4K・BS8K/旧BSハイビジョン） - 「視聴者審査員（過去は「お茶の間審査員」「デジタルTV審査員」）」の票として紅・白どちらかに投票し、インターネット回線で送信する。結果は全体の審査に加味される。
- オールスター感謝祭【特番】（TBSテレビと系列局） - クイズ・予想ゲームに参加する。成績に応じたプレゼントに応募することができる。
- 天才てれびくんhello,（NHK Eテレ） - 一部曜日で実施
- ビットワールド（NHK Eテレ）
- 沼にハマってきいてみた（NHK Eテレ） - 火曜日の生放送で実施。
- おはよう朝日です（朝日放送テレビ） - クイズコーナーで実施。
- 侍プロ野球（BS-i→BS-TBS） - 「勝敗予想」「横浜ビンゴ」「次の1球大予測」のゲームを実施。
- （有料放送加入申し込み） - WOWOW・スター・チャンネル・スカパー!などの加入申し込み

現在放送されていないもの
- （テレビショッピング） - かつてBSデジタル放送（特に独立データ放送）で行われていた。
- トラベリックス 〜世界体感旅行〜（BS日テレ） - 世界各地を紹介する紀行番組だが、双方向ゲームを楽しめた。
- BS FUJIハイビジョンナイター（BSフジ） - 中継している試合の結果（点数）を予想できた。
- 史上最大のオークションショー（BSフジ） - スタジオの一般観覧者とともにオークションに参加できた。
- 電波少年的放送局（CS日本） - CSテレビ放送初の双方向。出演者からのアンケートやクイズに参加できた。
- テスト・ザ・ネイション【特番】（テレビ朝日） - 全国一斉IQテストに参加できた。他に携帯電話・パソコン（専用アプリケーション）で参加できた。結果は集計され属性別に結果を比較した。
- 太田光の私が総理大臣になったら…秘書田中。（日本テレビ） - 番組内で提案されたマニフェストに賛成か反対かを投票する。結果は番組の最後の生放送部分に発表される。
- ぴーかんテレビ（東海テレビ） - 特別企画「スラッシュQ」でクイズ大会を実施し、成績優秀者にプレゼントを進呈。
- Midnight CK 夜もさらさら【特番】（NHK名古屋放送局） - 番組放送時間を延長するか否かをアンケート。
- Shibuya Deep A（NHK総合） - クイズやアンケートへの回答。
- 双方向クイズ 天下統一（NHK総合） - 番組内で出題されるクイズに対し解答を送る。

BSデジタル放送の双方向クイズ番組
放送中のもの
(2012年現在)
- 特になし

現在放送されていないもの
- キング・オブ・クイズ（BS日テレ）
- 頭脳バトル BRAIN MAX　→　BRAIN-X（BS日テレ）
- 新体感クイズTV　タッチアンサーズ　→　タッチアンサーズα（BS朝日）
- 列島クイズ!都道府県太郎（BS朝日）
- クイズ!人生ゲーム（BS朝日）
- みんなの脳ドリル（BS朝日）
- TIME OVER（BS-i） - スタジオの芸能人ゲストと共にクイズ・ゲームに参加できた。
- NEWSアカデミー（BS-i） - 時事ニュースに関するクイズに参加できた。
- おすと!?ワールド、未来遊園（BS-i）
- お台場カジノインタラクティブ（BSフジ） - スタジオで催されるカジノゲームのルーレットに参加できた。
- 双方向クイズ!実験家族（BSフジ） - 理科実験の結果を予想して答えるクイズ番組。
- 日本の試験大全（BSフジ） - 当時ブームになっていた各種「試験」の問題に答える。
- インタラクTV ゴー!ゴー!マーケット（NHKBSハイビジョン）
- インタラクTV クイズあの日その時（NHKBSハイビジョン）
- 双方向TV 地球ゴーラウンド（NHKBSハイビジョン） - 携帯電話からも参加できた。
- 双方向ライブ にっぽんのマジョリティー（NHKBSハイビジョン） - 携帯電話からも参加できた。
- 双方向クイズ にっぽん力（NHKBSハイビジョン） - NHKBS2でも同時放送し、携帯電話からも参加できた。
- 決定!BSデジタル王 カジノでゴー!ゴー!アカデミー【特番】（NHKBSハイビジョン・BS-i・BSフジ） - 3局同時放送。上記3つの双方向番組に続けて挑戦し、総合得点で競った。
- 4局まとめて双方向 決定!BSデジタル王 クイズでアクセス!!ワールドカップ【特番】（NHKBSハイビジョン・BS-i・BSフジ・WOWOW） - 日韓で開催された2002 FIFAワールドカップの事前特番。4局同時放送で、チャンネルを変えることで難易度を選ぶことができるクイズが出題された。
- SOLiVE MorningほかSOLiVE24番組（BS910ウェザーニュース、tvkほか） - 居住地の現在の天気などについて近いものを選択肢から1つ選び投票する。結果は集計され番組で紹介、天気予報業務に活用された。

#### 双方向番組の減少の原因
BSデジタル放送が開始された当初は、目玉機能の1つである双方向を活用した番組が数多く存在した。しかし放送開始から5年程度経過するとほとんどの番組が終了しており、これにはいくつかの原因が考えられる。
- BSデジタル普及の遅れ

2000年代のBSデジタル普及率は予想以下に留まる一方、インターネットや携帯電話のネット機能の普及が速やかに進んだ（この点はニューメディアやマルチメディア放送に共通する）。
- 個人情報の保護

当初、BS放送各局ごとに双方向会員制度が存在した（クラブBSフジ、BS-iクラブ、クラブA&Dなど）。視聴者は会員登録をして番組に参加し、放送局はその個人情報を基に参加データを集計したり当選した商品を発送したりしていた。しかし個人情報の漏洩が社会的な問題となる中、双方向クイズ番組に参加した視聴者の個人情報が流出する事件が発生。その後個人情報保護法成立に合わせる形で双方向会員制度が消滅し、それに伴ったのか双方向番組自体も軒並み終了していった。代わりにチューナーごとに個人情報を記憶させたりして、必要になったときにその都度データを送信するシステムができた。
- 放送事故

双方向クイズ番組は放送画面とデータ放送が連動することで楽しむことができる（放送画面とデータ放送でクイズ出題のタイミングが一致する、正解の選択肢が一致するなど）。しかし様々な要因によって、放送中回答するべき場面でボタンを押しても反応しなかったり、放送画面の正解とデータ放送の正解判定が異なるという放送事故が起きることがあった。このような制作に手間のかかる番組が敬遠されるようになったのか、クイズ番組は減少していった。
- 視聴者層の違い

BSデジタル放送が深夜アニメや海外ドラマなどに活路を見出し、地上波と比較して高い年代を視聴者ターゲットにする傾向が強くなった。結果的に主に若者・家族層をターゲットにしていたクイズ・ゲーム番組は減少していった。
- マンネリ化

処理能力の低さからできることが限られるため、次第に番組全体のマンネリ化が進み、終了するようになった。
また双方向クイズ番組は「視聴者が気軽に参加できる」ことを売りにしていたものの、いわゆるクイズマニアの参加によってランキングの上位を常連が占めるようになる。番組側は運の要素の高い問題を出したりゲームの配点を上げるなどの対策をとったものの、初めて参加する人や機器の操作に慣れない人は番組に参加しにくい状況となってしまった。
- 電話料金

BSデジタル放送初期の受信機はインターネットに対応していなかった。この場合、電話回線を用いて通信1回あたり10円程度の電話代がかかり、通信のしすぎに注意する必要があった（後にインターネット回線を用いた方式が普及し、常時接続の環境であれば、料金を意識することはなくなった）。
BSデジタル各放送局が設定したナビダイヤルサービスを提供する通信会社（NTTコミュニケーションズとKDDIのどちらか）に決められているため、マイラインなどの対象外であり、日常使用する通信会社以外の場合は請求書が送付されることもあった（日常使用する会社である場合は合算される場合もある）。固定電話のみでIP電話や携帯電話に対応していないため、参加したくてもできないことがあった。携帯電話（スマートフォン含む）に指定された電話番号に電話をかけ、音声ガイダンスに従ってショートメッセージサービスを受け取る「空電プレミアム」というサービスもあった。

## 欧州における双方向番組

### イギリス
イギリスでは1990年代後期からインタラクティブテレビサービスを積極的に導入するようになった。
BBCは地上波、衛星、ケーブルなどを通じたインタラクティブサービスを展開している。2002年からは双方向サービスBBCiを導入し、全てのプラットフォーム（地上波、ケーブル、衛星、IPテレビ）で提供している。
また、英国のBSkyBは1998年からスカイデジタル（Sky Digital）のブランド名で衛星デジタル放送を行っており、初期にはインタラクティブ番組などのリターン回線として固定電話回線を利用していたがオンデマンド式のサービスが利用できないため、2007年からスカエニタイム TV（Sky Anytime TV）サービスを開始した。

### フランス
フランスでも1990年代後期からインタラクティブテレビサービスが積極的に導入された。インタラクティブテレビの業界団体であるAFDESIによれば、2005年のインタラクティブテレビサービスの売り上げは2億5000万ユーロで、そのうちテレビリモコンを使ったサービスによる売り上げが1億7000万ユーロであった。